# Türkân Akyol

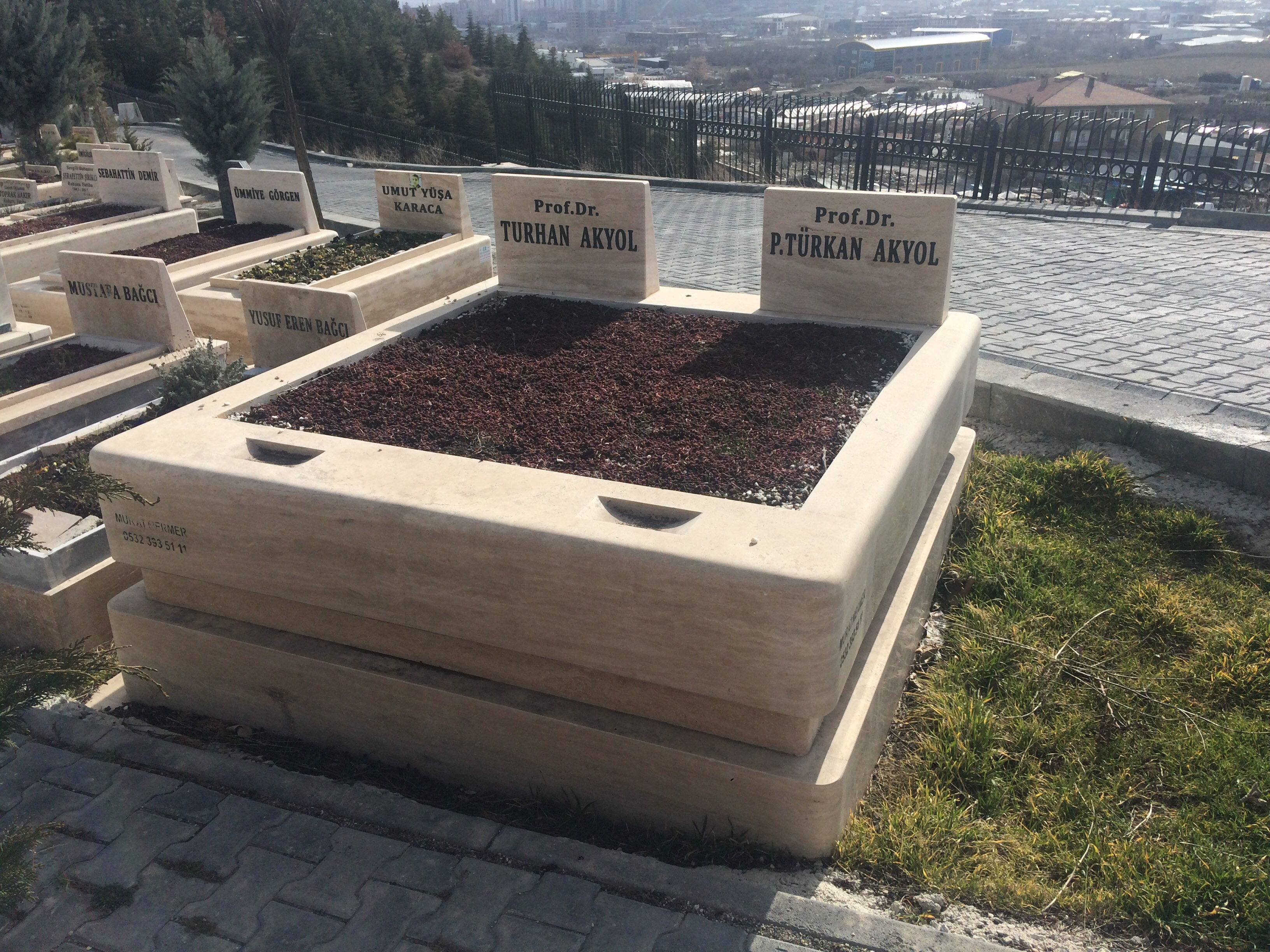
Grab von Türkan Akyol, Karşıyaka-Friedhof (2022)

Peyman Türkân Akyol (* 12. Oktober 1928 in Istanbul; † 7. September 2017 in Ankara) war eine türkische Politikerin, Ärztin und Wissenschaftlerin. Sie war die erste Ministerin und Universitätsrektorin in der Türkei.

## Akademische Laufbahn
Akyol schloss 1947 die Erenköy Mädchenschule in Istanbul ab. Anschließend studierte sie Medizin an der Universität Ankara, wo sie 1953 ihren Universitätsabschluss machte. Spezialisiert auf Pneumologie, verfolgte sie ihre wissenschaftliche Karriere in den Vereinigten Staaten, den Niederlanden und Frankreich sowie an ihrer Alma Mater in Ankara, wo sie ab 1970 eine volle Professur innehatte. 1980 wurde Akyol zur Rektorin der Universität Ankara gewählt und hatte damit als erste Frau in der Türkei eine solche Position inne. Nach Meinungsverschiedenheiten mit dem Hochschulrat legte sie das Amt 1982 nieder.

## Politische Karriere
Am 25. März 1971 wurde Türkân Akyol zur Ministerin für Gesundheit und Soziales im Kabinett von Nihat Erim ernannt und damit das erste weibliche Regierungsmitglied in der Geschichte der Türkei. Bereits im Dezember desselben Jahres legte sie allerdings ihr Amt nieder und kehrte an die Universität zurück.
1983 wurde Akyol Mitbegründerin und stellvertretende Vorsitzende der Mitte-links-Partei Sosyal Demokrasi Partisi (SODEP). Im Rahmen der Wahlen 1987 zog Türkân Akyol als Vertreterin der Provinz Izmir in das türkische Parlament ein. Nach dem Ende der Legislaturperiode nahm sie 1991 ihre Lehrtätigkeit wieder auf, bis sie 1992 zur Familienministerin der Regierung von Süleyman Demirel ernannt wurde. 1993 wurde sie abermals zur Ministerin im Kabinett der ersten weiblichen Ministerpräsidentin der Türkei, Tansu Çiller, berufen.